# Tempeltræ-slægten
Tempeltræ-slægten (Ginkgo) er en slægt med kun én nulevende art, Tempeltræ, der oprindelig stammer fra Kina, men er blevet relativt almindelig som havetræ. Der findes imidlertid en lang række fossiler af Ginkgo, hvoraf flere minder ganske meget om den nulevende art, hvilket er med til at den nulevende art omtales som "et levende fossil".

## Fossil historie
Tempeltræ-slægten tidligst fra Perm for ca. 250 mio. år siden, men ved afslutningen af Pliocæn var alle arter uddøde undtagen den nulevende.